# Alfred Klingler
Alfred Klingler (Leipzig, 25 de outubro de 1912 - data desconhecida) foi um handebolista de campo alemão, campeão olímpico.
Fez parte do elenco campeão olímpico de handebol de campo nas Olimpíadas de Berlim de 1936.